# 2020年のMotoE
2020年のMotoEは、FIMロードレース世界選手権の第72回大会の電動バイクのクラスで、MotoEとしては2年目のシーズンとなる。MotoE初参戦のジョルディ・トーレスが4度の表彰台を獲得するなど、全戦でトップ6フィニッシュを達成し、最終戦フランスグランプリでタイトルを獲得した。

## エントリーリスト
車両は全チームがエネルジカ・エゴ・コルサを使用する
| チーム                                     | No. | ライダー                     | 出場ラウンド |
| ------------------------------------------ | --- | ---------------------------- | ------------ |
| オープンバンク・アスパル・チーム           | 6   | マリア・エレーラ             | 全戦         |
| オープンバンク・アスパル・チーム           | 55  | アレハンドロ・メディーナ     | 全戦         |
| LCR E-Team                                 | 7   | ニッコロ・カネパ             | 全戦         |
| LCR E-Team                                 | 10  | ザビエル・シメオン           | 全戦         |
| トレンティーノ・グレシーニMotoE            | 11  | マッテオ・フェラーリ         | 全戦         |
| トレンティーノ・グレシーニMotoE            | 61  | アレッサンドロ・ザッコーネ   | 全戦         |
| オクト・プラマック MotoE                   | 15  | アレックス・デ・アンジェリス | 全戦         |
| オクト・プラマック MotoE                   | 16  | ジョシュ・フック             | 全戦         |
| アヴィンティア・エスポンソラマ・レーシング | 18  | シャビエ・カルデルス         | 全戦         |
| アヴィンティア・エスポンソラマ・レーシング | 51  | エリック・グラナド           | 全戦         |
| オンゲッタSIC58スクアドラ・コルセ          | 27  | マッティア・カサデイ         | 全戦         |
| テック3 E-Racing                           | 35  | ルーカス・トゥロビッチ       | 全戦         |
| テック3 E-Racing                           | 70  | トンマーゾ・マルコン         | 全戦         |
| ポンス・レーシング40                       | 40  | ジョルディ・トーレス         | 全戦         |
| EG 0,0マルクVDS                            | 63  | マイク・ディ・メッリオ       | 全戦         |
| アヴァン・アジョMotoE                      | 66  | ニキ・トゥーリ               | 全戦         |
| ダイナボルト・インタクトGP                 | 77  | ドミニク・エガーター         | 全戦         |
| WithUモータースポート                      | 84  | ヤコブ・コーンフェール       | 全戦         |

| 凡例               | 凡例 |
| ------------------ | ---- |
| レギュラーライダー |      |
| 代役参戦           |      |

### ライダーの変更
- シャビエ・カルデルスは、ランディ・ド・プニエに代わってLCR E-Teamに移籍したザビエル・シメオンの後任として、アヴィンティア・エスポンソラマ・レーシングに加入した。
- ドミニク・エガーターは、Moto2にフル参戦するイェスコ・ラフィンに代わり、ダイナボルト・インタクトGPに加入しMotoEにデビューする。
- ジョルディ・トーレスが、セテ・ジベルナウに代わってポンス・レーシング40に加入しMotoEにデビューする。
- アレハンドロ・メディーナは、ニコラス・テロルの後任としてオープンバンク・アスパル・チームに加入した。
- テック3 E-Racingはケニー・フォレイとエクトル・ガルソに代わって、ルーカス・トゥロヴィッチとトンマーゾ・マルコンを起用する。
- アレッサンドロ・ザッコーネが、ロレンツォ・サヴァドーリに代わりトレンティーノ・グレシーニMotoEに加入する。
- ヤクブ・コーンフェールは、アプリリア・レーシング・チーム・グレシーニからアンドレア・イアンノーネに代わってMotoGPに復帰するブラッドリー・スミスの後任としてWithUモータースポートに加入する[4]。

## レギュレーションの変更
同一週末に2レースが開催される場合、Eポールでレース1のスターティンググリッドが決定され、決勝レース2のグリッドは決勝レース1の順位を基に決定されることとなった。これまでは、決勝レース1・2ともEポールの順位でスターティンググリッドが決定されていた。

## グランプリ
2019年9月に発表されたMotoE暫定カレンダーでは、スペイン、フランス、オランダ、オーストリア、サンマリノ（2レース）の5会場で6つのレースが行われる予定だった。
2020年6月に新型コロナウイルスの感染拡大の影響でカレンダーが以下の通り改訂された.。
| Rd. | Rd. | 決勝日   | レース名称                                                       | グランプリ                                      | サーキット                                         |
| --- | --- | -------- | ---------------------------------------------------------------- | ----------------------------------------------- | -------------------------------------------------- |
| 1   | 1   | 7月19日  | Gran Premio Red Bull de España                                   | スペインGP                                      | ヘレス・サーキット                                 |
| 2   | 2   | 7月26日  | Gran Premio Red Bull de Andalucía                                | アンダルシアGP                                  | ヘレス・サーキット                                 |
| 3   | 3   | 9月13日  | Gran Premio Lenovo di San Marino e della Riviera di Rimini       | サンマリノ&リヴィエラ・ディ・リミニGP           | ミサノ・ワールド・サーキット・マルコ・シモンチェリ |
| 4   | R1  | 9月19日  | Gran Premio TISSOT dell'Emilia Romagna e della Riviera di Rimini | エミリア＝ロマーニャ&リヴィエラ・ディ・リミニGP | ミサノ・ワールド・サーキット・マルコ・シモンチェリ |
| 4   | R2  | 9月20日  | Gran Premio TISSOT dell'Emilia Romagna e della Riviera di Rimini | エミリア＝ロマーニャ&リヴィエラ・ディ・リミニGP | ミサノ・ワールド・サーキット・マルコ・シモンチェリ |
| 5   | R1  | 10月10日 | SHARK Helmets Grand Prix de France                               | フランスGP                                      | ブガッティ・サーキット                             |
| 5   | R2  | 10月11日 | SHARK Helmets Grand Prix de France                               | フランスGP                                      | ブガッティ・サーキット                             |

新型コロナウイルス感染拡大の影響で、以下のラウンドがキャンセルされた。
| Rd. | 当初の決勝日 | レース名称                                 | グランプリ     | サーキット             |
| --- | ------------ | ------------------------------------------ | -------------- | ---------------------- |
| -   | 6月28日      | Motul TT Assen                             | オランダGP     | TTサーキット・アッセン |
| -   | 8月16日      | myWorld Motorrad Grand Prix von Österreich | オーストリアGP | レッドブル・リンク     |
| -   | 11月14日     | Gran Premio de la Comunitat Valenciana     | バレンシアGP   | バレンシア・サーキット |
| -   | 11月15日     | Gran Premio de la Comunitat Valenciana     | バレンシアGP   | バレンシア・サーキット |

### コロナウイルスの感染拡大の影響による日程変更
シーズンカレンダーは新型コロナウイルスの感染拡大の影響を大きく受け、多くのレースがキャンセルや延期となり、シーズンのスタートが全体的に遅れた。
- 5月3日に開催予定だったスペイングランプリは3月26日付で延期が発表された[9]。以降、開催時期は未定となっていたが、6月11日に発表された改訂カレンダーにおいて7月19日に開催されることが明らかとなった[8]。
- オランダ政府が少なくとも9月1日まではすべてのマスイベントを禁止すると発表したため、オランダグランプリは4月23日付で延期が発表された[10]。その後、4月29日付でキャンセルとなった[11]。
- MotoGP全体のカレンダーで開催が確定していたオーストリアグランプリとバレンシアグランプリは、改訂後のMotoEのカレンダーから除外された[8]。
- ダブルヘッダーでの開催が予定されていたサンマリノ&リヴィエラ・ディ・リミニグランプリはシングルヘッダーとなり、翌週のエミリア＝ロマーニャ&リヴィエラ・ディ・リミニグランプリがダブルヘッダーに変更された[6][8]。
- アンダルシアグランプリが新たにカレンダーに加わり、フランスグランプリがダブルヘッダーに変更された[8]。

## 結果とランキング

### 結果
| Rd. | Rd. | グランプリ                     | ポールポジション     | ファステストラップ           | 優勝ライダー         | 優勝チーム                                 | レポート |
| --- | --- | ------------------------------ | -------------------- | ---------------------------- | -------------------- | ------------------------------------------ | -------- |
| 1   | 1   | スペイングランプリ             | エリック・グラナド   | エリック・グラナド           | エリック・グラナド   | アヴィンティア・エスポンソラマ・レーシング | 詳細     |
| 2   | 2   | アンダルシアグランプリ         | ドミニク・エガーター | エリック・グラナド           | ドミニク・エガーター | ダイナボルト・インタクトGP                 | 詳細     |
| 3   | 3   | サンマリノグランプリ           | マッテオ・フェラーリ | ドミニク・エガーター         | マッテオ・フェラーリ | トレンティーノ・グレシーニMotoE            | 詳細     |
| 4   | R1  | エミリア＝ロマーニャグランプリ | ジョルディ・トーレス | アレックス・デ・アンジェリス | ドミニク・エガーター | ダイナボルト・インタクトGP                 | 詳細     |
| 4   | R2  | エミリア＝ロマーニャグランプリ | ドミニク・エガーター | ジョルディ・トーレス         | マッテオ・フェラーリ | トレンティーノ・グレシーニMotoE            | 詳細     |
| 5   | R1  | フランスグランプリ             | ジョルディ・トーレス | ニキ・トゥーリ               | ジョルディ・トーレス | ポンス・レーシング40                       | 詳細     |
| 5   | R2  | フランスグランプリ             | ジョルディ・トーレス | ニキ・トゥーリ               | ニキ・トゥーリ       | アヴァン・アジョMotoE                      | 詳細     |

### ライダーズ・ランキング
ポイントシステム
ポイントは15位まで。完走した場合にのみ与えられる。
| 順位     | 1位 | 2位 | 3位 | 4位 | 5位 | 6位 | 7位 | 8位 | 9位 | 10位 | 11位 | 12位 | 13位 | 14位 | 15位 |
| ポイント | 25  | 20  | 16  | 13  | 11  | 10  | 9   | 8   | 7   | 6    | 5    | 4    | 3    | 2    | 1    |

| 順位 | ライダー                     | SPA | ANC | RSM | EMI  | EMI | FRA | FRA | ポイント |
| ---- | ---------------------------- | --- | --- | --- | ---- | --- | --- | --- | -------- |
| 1    | ジョルディ・トーレス         | 6   | 2   | 4   | 2P   | 3F  | 1P  | 6P  | 114      |
| 2    | マッテオ・フェラーリ         | 2   | Ret | 1P  | 3    | 1   | Ret | 5   | 97       |
| 3    | ドミニク・エガーター         | 3   | 1P  | 3F  | 1    | 16P | 14  | 4   | 97       |
| 4    | マイク・ディ・メッリオ       | 10  | 7   | 6   | Ret  | 6   | 2   | 2   | 75       |
| 5    | マッティア・カサデイ         | 5   | 3   | 5   | 4    | 2   | Ret | 13  | 74       |
| 6    | ニキ・トゥーリ               | 11  | DNS | 17  | 13   | 12  | 3F  | 1F  | 53       |
| 7    | エリック・グラナド           | 1PF | 13F | 10  | Ret  | 7   | 6   | Ret | 53       |
| 8    | ジョシュ・フック             | 9   | 8   | 18  | 8    | Ret | 4   | 3   | 52       |
| 9    | ニッコロ・カネパ             | 13  | 5   | 11  | 6    | 4   | Ret | 7   | 51       |
| 10   | ザビエル・シメオン           | 8   | 9   | 2   | Ret  | 14  | Ret | 8   | 45       |
| 11   | ルーカス・トゥロヴィッチ     | 4   | 6   | 12  | Ret  | 15  | 10  | 11  | 39       |
| 12   | アレッサンドロ・ザッコーネ   | WD  | Ret | 7   | 10   | 5   | 9   | 12  | 37       |
| 13   | アレハンドロ・メディーナ     | 7   | Ret | 13  | 7    | 9   | 8   | Ret | 36       |
| 14   | アレックス・デ・アンジェリス | 17  | 4   | 8   | RetF | 8   | 12  | 14  | 35       |
| 15   | シャビエ・カルデルス         | 14  | 10  | 14  | 9    | 10  | 11  | 10  | 34       |
| 16   | トンマーゾ・マルコン         | 12  | Ret | 9   | 5    | Ret | 5   | Ret | 33       |
| 17   | マリア・エレーラ             | 15  | 11  | 15  | 11   | 11  | 7   | 9   | 33       |
| 18   | ヤコブ・コーンフェール       | 16  | 12  | 16  | 12   | 13  | 13  | 15  | 15       |
| 順位 | ライダー                     | SPA | ANC | RSM | EMI  | EMI | FRA | FRA | ポイント |

| 色     | 結果                  |
| ------ | --------------------- |
| 金色   | 優勝                  |
| 銀色   | 2位                   |
| 銅色   | 3位                   |
| 緑     | ポイント圏内完走      |
| 青灰色 | ポイント圏外完走      |
| 青灰色 | 周回数不足 (NC)       |
| 紫     | リタイヤ (Ret)        |
| 赤     | 予選不通過 (DNQ)      |
| 赤     | 予備予選不通過 (DNPQ) |
| 黒     | 失格 (DSQ)            |
| 白     | スタートせず (DNS)    |
| 白     | エントリーせず (WD)   |
| 白     | レースキャンセル (C)  |
| 空欄   | 欠場                  |
| 空欄   | 出場停止処分 (EX)     |